# Државни пут 34
Државни пут 34, познат и као Ђердапска магистрала, је државни пут првог реда у источном делу Србије, који повезује област Ђердапске клисуре са Поморављем и, даље, са Београдом и већим делом пролази кроз национални парк Ђердап. Истовремено, то је најкраћа веза између Београда и Букурешта. Пут у целости на подручју Средишње Србије.
Постојећи пут је у целости магистрални пут са две саобраћајне траке.

## Постојеће деонице пута
| Број деонице | Име деонице                                               | Дужина | Коментар                                                         |
| ------------ | --------------------------------------------------------- | ------ | ---------------------------------------------------------------- |
| 1401         | ХЕ Ђердап (граница са Румунијом) - Поречки мост (Паланка) | 47,0   | Укрштање са путем Р104 код Поречког моста                        |
| 1402         | Поречки мост (Паланка) - Поречки мост                     | 1,7    | Преклоп са путем Р104; Укрштање са путем Р106 при Поречком мосту |
| 0325         | Поречки мост - Доњи Милановац                             | 9,1    | Преклоп са путем Р104                                            |
| 0326         | Доњи Милановац - Голубац                                  | 51,7   | Укрштање са путем Р108а у Голупцу                                |
| 0327         | Голубац - Браничево                                       | 9,1    | Укрштање са путем Р108б у Браничеву                              |
| 0328         | Браничево - Велико Градиште                               | 2,6    | Укрштање са путем Р108 у Великом Градишту                        |
| 0329         | Велико Градиште - Тополовник                              | 13,6   | Преклоп са путем Р108                                            |
| 0330         | Тополовник - Берање                                       | 12,5   | Укрштање са путем Р108а у Берању                                 |
| 0331         | Берање - Братинац                                         | 6,4    | Укрштање са путем Р105 у Братинцу                                |
| 1047         | Братинац - Братинац (Рам)                                 | 0,2    | Преклоп са путем Р105 кроз Братинац                              |
| 0332         | Братинац (Рам) - Пожаревац 1                              | 6,0    | Укрштање са путем Р103 у Пожаревцу                               |
| 1069         | Пожаревац 1 - Пожаревац                                   | 0,6    | Укрштање са путем М24 у Пожаревцу                                |

## Будућност
По важећем просторном плану републике Србије није предвиђено унапређење датог пута у ауто-пут, већ се пут задржава у данашњим оквирима уз савремено одржавање и изградњу обилазница око важнијих насеља.